# Distretto di Kerowagi
Il distretto di Kerowagi, in inglese Kerowagi District, è un distretto della Papua Nuova Guinea appartenente alla provincia di Chimbu. Ha una superficie di 547 km² e 34.000 abitanti (stima nel 2000)

## Geografia antropica

### Suddivisioni amministrative
Il distretto è suddiviso in tre Aree di Governo Locale:
- Gena-Waugla Rural
- Kerowagi Rural
- Kup Rural